# Зеравшанський хребет
Зеравшанський хребет — гірський хребет в Таджикистані та Узбекистані, частини Паміро-Алаю.
Простягається в широтному напрямі на 370 км на південь від річки Зеравшан. У східній частині хребет обмежує з півдня Согдійську область Таджикистану. В Таджикистані знаходиться і найвища точка хребта  — пік Чімтарга (5489 м).
На північний захід від Пенджикенту Зеравшанський хребет переходить з Таджикистану до Узбекистану, де по ньому проходить внутрішній кордон між Самаркандською (на півночі) та Сурхандар'їнською і Кашкадар'їнською (на півдні) областями. Тут висота зменшується (1500–2000 м) і в підсумку споруда переходить у пустелю на південний захід від Самарканду.
На сході (до річки Фандар'я) — високогірний рельєф, на заході — середньогір'я з карстовими формами рельєфу. На схилах — рідколісся (переважно з арчі), гірський степ і альпійські луки. Є близько 560 льодовиків загальною площею 270 км².
На північному схилі численні поперечні долини лівих приток Зеравшану (які можуть брати початок на розташованому південніше Гісарському хребті та прорізати наскрізь Зеравшанський хребет), тоді як південний схил розчленований слабо.